# Niccolò Antonelli
Niccolò Antonelli (Cattolica, 23 de febrero de 1996) es un piloto italiano del Mundial de Motociclismo, que actualmente compite en el Campeonato Mundial de Supersport con el equipo Ecosantagata Althea Racing Team.

## Biografía
Niccolò Antonelli ha seguido los pasos de su padre en el mundo de la competición y sus aspiraciones pasan por llegar a competir en la categoría reina del Campeonato del Mundo y ganar carreras. 
Su trayectoria deportiva comenzó en 2004 cuando tenía ocho años. Su progreso fue constante, con victorias en pruebas del campeonato regional y nacional antes de pasar al Campeonato de Europa. Posteriormente disputó en España los campeonatos catalán y mediterráneo. Antonelli tuvo una espectacular temporada 2011, que culminó adjudicándose el título de campeón de 125cc en el campeonato italiano de velocidad.

### Temporadas en Moto3

#### 2012
Su talento le abrió las puertas del Mundial, donde debutó en 2012 de la mano del equipo San Carlo Gresini Moto3 de Moto3 sobre una FTR. Tras rozar el podio en varias carreras, en la posición final del Mundial de Moto3 solo consiguió quedar en la posición 14.
En el año 2013 continúa con la misma escudería y misma moto.

#### 2013
En 2013, se mantiene en el mismo equipo, como compañero de equipo de Lorenzo Baldassarri. Obtiene como mejor resultado un séptimo lugar en Italia y términa la temporada en el puesto 16 con 47 puntos.

#### 2014
En la temporada 2014 se mantiene en el mismo equipo, como compañero de equipo de Enea Bastianini. Corré con el número 23. Obtiene una pole en Valencia y el quinto lugar en los Países Bajos como el mejor resultado en la temporada; termina la temporada en el puesto 14 con 68 puntos.

#### 2015
En 2015 pasa al equipo Ongetta-Rivacold, conducuendo una Honda; como compañero de equipo de Jules Danilo. Ganó su primera carrera de Moto3 en Brno, al partir desde la pole position. En Gran Bretaña y en San Marino término en tercer lugar. Ganó otra vez en Japón y obtuvo la pole position en Malasia. Terminó la temporada en el quinto lugar con 174 puntos.

#### 2016
En la temporada 2016 se mantiene en el mismo equipo, con la misma moto, su compañero de equipo sigue siendo el francés Jules Danilo. Ganó el primer Gran Premio de la temporada en Catar. Obtuvo la pole en Francia. Esta temporada se vio obligado a perderse el Gran Premio de Alemania a causa de una caída en la clasificación, en la que tuvo una fractura de la clavícula izquierda cerca del esternón. Terminó la temporada en la undécima posición en la clasificación de pilotos con 91 puntos.

## Resultados

### Campeonato del Mundo de Motociclismo

#### Por temporada
| Temp. | Cat.  | Moto      | Equipo                   | Carreras | Ganadas | Podios | Poles | V.Ráp. | Pts. | Pos. |
| ----- | ----- | --------- | ------------------------ | -------- | ------- | ------ | ----- | ------ | ---- | ---- |
| 2012  | Moto3 | Honda     | San Carlo Gresini Moto3  | 16       | 0       | 0      | 0     | 0      | 77   | 14.º |
| 2012  | Moto3 | FTR Honda | San Carlo Gresini Moto3  | 16       | 0       | 0      | 0     | 0      | 77   | 14.º |
| 2013  | Moto3 | FTR Honda | GO&FUN Gresini Moto3     | 17       | 0       | 0      | 0     | 0      | 47   | 16.º |
| 2014  | Moto3 | KTM       | Junior Team GO&FUN Moto3 | 18       | 0       | 0      | 1     | 0      | 68   | 14.º |
| 2015  | Moto3 | Honda     | Ongetta-Rivacold         | 18       | 2       | 4      | 2     | 2      | 174  | 5.º  |
| 2016  | Moto3 | Honda     | Ongetta-Rivacold         | 17       | 1       | 1      | 1     | 0      | 91   | 11.º |
| 2017  | Moto3 | KTM       | Red Bull KTM Ajo         | 16       | 0       | 1      | 0     | 0      | 38   | 18.º |
| 2018  | Moto3 | Honda     | SIC58 Squadra Corse      | 16       | 0       | 0      | 1     | 0      | 71   | 15.º |
| 2019  | Moto3 | Honda     | SIC58 Squadra Corse      | 15       | 1       | 1      | 3     | 2      | 128  | 7.º  |
| 2020  | Moto3 | Honda     | SIC58 Squadra Corse      | 14       | 0       | 0      | 0     | 0      | 40   | 19.º |
| 2021  | Moto3 | KTM       | Avintia VR46             | 16       | 0       | 4      | 1     | 0      | 152  | 6.º  |
| 2022  | Moto2 | Kalex     | Mooney VR46 Racing Team  | 20       | 0       | 0      | 0     | 0      | 0    | 36.º |
| Total |       |           |                          | 183      | 4       | 11     | 9     | 4      | 886  |      |

#### Por categoría
| Cat.  | Temp.         | 1.º Gran Premio | 1.º Podio       | 1.º Victoria    | Carreras | Victorias | Podios | Poles | V.Ráp. | Pts | CM |
| ----- | ------------- | --------------- | --------------- | --------------- | -------- | --------- | ------ | ----- | ------ | --- | -- |
| Moto3 | 2012-2021     | Catar 2012      | Rep. Checa 2015 | Rep. Checa 2015 | 163      | 4         | 11     | 9     | 4      | 886 | -  |
| Moto2 | 2022          | Catar 2022      |                 |                 | 20       | 0         | 0      | 0     | 0      | 0   | -  |
| Total | 2012–Presente | 2012–Presente   | 2012–Presente   | 2012–Presente   | 183      | 4         | 11     | 9     | 4      | 886 | 0  |

#### Carreras por año
(Carreras en negrita indica pole position, carreras en cursiva indica vuelta rápida)
| Año  | Clase | Moto      | 1       | 2       | 3       | 4       | 5       | 6       | 7       | 8       | 9       | 10      | 11      | 12      | 13      | 14      | 15      | 16      | 17      | 18      | 19      | 20      | Pos. | Pts. |
| ---- | ----- | --------- | ------- | ------- | ------- | ------- | ------- | ------- | ------- | ------- | ------- | ------- | ------- | ------- | ------- | ------- | ------- | ------- | ------- | ------- | ------- | ------- | ---- | ---- |
| 2012 | Moto3 | Honda     | QAT 17  |         |         |         |         |         |         |         |         |         |         |         |         |         |         |         |         |         |         |         | 14.º | 77   |
| 2012 | Moto3 | FTR Honda |         | SPA 8   | POR 6   | FRA 4   | CAT 12  | GBR 13  | NED Ret | GER 12  | ITA 4   | IND Ret | CZE 23  | RSM 8   | ARA 10  | JPN 12  | MAL 15  | AUS     | VAL 13  |         |         |         | 14.º | 77   |
| 2013 | Moto3 | FTR Honda | QAT Ret | AME Ret | SPA Ret | FRA Ret | ITA 7   | CAT Ret | NED 13  | GER 15  | IND 16  | CZE 10  | GBR 13  | RSM 8   | ARA 14  | MAL Ret | AUS 8   | JPN 9   | VAL 27  |         |         |         | 16.º | 47   |
| 2014 | Moto3 | KTM       | QAT 9   | AME Ret | ARG 25  | SPA Ret | FRA Ret | ITA Ret | CAT Ret | NED 5   | GER Ret | IND 18  | CZE 13  | GBR 7   | RSM 16  | ARA 9   | JPN 9   | AUS 10  | MAL 7   | VAL 7   |         |         | 14.º | 68   |
| 2015 | Moto3 | Honda     | QAT 8   | AME 23  | ARG Ret | SPA Ret | FRA 5   | ITA 6   | CAT 4   | NED 9   | GER 5   | IND 7   | CZE 1   | GBR 3   | RSM 3   | ARA 6   | JPN 1   | AUS 17  | MAL 4   | VAL Ret |         |         | 5.º  | 174  |
| 2016 | Moto3 | Honda     | QAT 1   | ARG 10  | AME Ret | SPA Ret | FRA 8   | ITA 4   | CAT 20  | NED 5   | GER DNS | AUT 18  | CZE 5   | GBR DSQ | RSM 11  | ARA 14  | JPN 10  | AUS Ret | MAL 12  | VAL 16  |         |         | 11.º | 91   |
| 2017 | Moto3 | KTM       | QAT 7   | ARG Ret | AME 14  | SPA 22  | FRA Ret | ITA 16  | CAT 11  | NED DNS | GER     | CZE 24  | AUT Ret | GBR 16  | RSM Ret | ARA 18  | JPN 2   | AUS Ret | MAL Ret | VAL 14  |         |         | 18.º | 38   |
| 2018 | Moto3 | Honda     | QAT 4   | ARG 8   | AME 25  | SPA 11  | FRA 5   | ITA 9   | CAT DNS | NED 15  | GER 16  | CZE 11  | AUT 22  | GBR C   | RSM 10  | ARA Ret | THA Ret | JPN Ret | AUS     | MAL 10  | VAL 7   |         | 15.º | 71   |
| 2019 | Moto3 | Honda     | QAT 8   | ARG 4   | AME 5   | SPA 1   | FRA Ret | ITA 4   | CAT 11  | NED 8   | GER 12  | CZE 5   | AUT 9   | GBR 4   | RSM Ret | ARA     | THA     | JPN 12  | AUS DNS | MAL 10  | VAL DNS |         | 7.º  | 128  |
| 2020 | Moto3 | Honda     | QAT     | SPA 9   | AND 15  | CZE 4   | AUT 19  | EST 16  | RSM 11  | ERM 18  | CAT 9   | FRA Ret | ARA 18  | TER 22  | EUR Ret | VAL 14  | POR 11  |         |         |         |         |         | 19.º | 40   |
| 2021 | Moto3 | KTM       | QAT 6   | DOH 3   | POR 6   | SPA 8   | FRA Ret | ITA 13  | CAT 8   | GER 6   | NED 14  | EST DNS | AUT     | GBR 2   | ARA 5   | RSM 2   | AME 15  | ERM 6   | ALG 3   | VAL 9   |         |         | 6.º  | 152  |
| 2022 | Moto2 | Kalex     | QAT 26  | INA 25  | ARG Ret | AME Ret | POR Ret | SPA 23  | FRA Ret | ITA 18  | CAT 19  | GER Ret | NED Ret | GBR 19  | AUT 16  | RSM Ret | ARA 20  | JPN Ret | THA 22  | AUS Ret | MAL 21  | VAL Ret | 36.º | 0    |

### Campeonato Europeo de Moto2

#### Por temporada
| Temp. | Moto        | Equipo   | N.º   | Carreras | Victorias | Podios | Poles | V.Ráp. | Pts. | Pos. |
| ----- | ----------- | -------- | ----- | -------- | --------- | ------ | ----- | ------ | ---- | ---- |
| 2023  | Kalex Moto2 | Team MMR | 23    | 10       | 0         | 1      | 0     | 0      | 50   | 11.º |
| Total | Total       | Total    | Total | 10       | 0         | 1      | 0     | 0      | 50   |      |

#### Carreras por año
(Carreras en negrita indica pole position, carreras en cursiva indica vuelta rápida)
| Temp. | Moto  | 1     | 2     | 3     | 4       | 5     | 6       | 7       | 8       | 9     | 10      | 11  | Pos. | Pts. |
| ----- | ----- | ----- | ----- | ----- | ------- | ----- | ------- | ------- | ------- | ----- | ------- | --- | ---- | ---- |
| 2023  | Kalex | EST 8 | EST 3 | VAL 8 | JER Ret | ALG 7 | ALG Ret | CAT Ret | CAT Ret | ARA 7 | ARA Ret | VAL | 11.º | 50   |

### Campeonato Mundial de Supersport

#### Por temporada
| Temp. | Moto               | Equipo                          | N.º   | Carreras | Victorias | Podios | Poles | V.Rap. | Pts. | Pos. |
| ----- | ------------------ | ------------------------------- | ----- | -------- | --------- | ------ | ----- | ------ | ---- | ---- |
| 2024  | Ducati Panigale V2 | Ecosantagata Althea Racing Team | 5     | 23       | 0         | 0      | 0     | 0      | 46   | 17.º |
| 2025  | Yamaha YZF-R9      | VFT Racing                      | 5     | 0        | 0         | 0      | 0     | 0      | -    | -.º  |
| Total | Total              | Total                           | Total | 23       | 0         | 0      | 0     | 0      | 46   |      |

- * Temporada en curso.

#### Carreras por año
(Carreras en negrita indica pole position, carreras en cursiva indica vuelta rápida)
| Año  | Moto   | 1       | 1      | 2     | 2      | 3      | 3     | 4      | 4     | 5      | 5      | 6      | 6      | 7       | 7      | 8      | 8      | 9       | 9       | 10     | 10      | 11     | 11     | 12    | 12     | Pos. | Pts. |
| Año  | Moto   | R1      | R2     | R1    | R2     | R1     | R2    | R1     | R2    | R1     | R2     | R1     | R2     | R1      | R2     | R1     | R2     | R1      | R2      | R1     | R2      | R1     | R2     | R1    | R2     | Pos. | Pts. |
| ---- | ------ | ------- | ------ | ----- | ------ | ------ | ----- | ------ | ----- | ------ | ------ | ------ | ------ | ------- | ------ | ------ | ------ | ------- | ------- | ------ | ------- | ------ | ------ | ----- | ------ | ---- | ---- |
| 2024 | Ducati | AUS Ret | AUS 17 | SPA 9 | SPA 18 | NED 15 | NED 4 | ITA 23 | ITA 9 | GBR 19 | GBR 16 | CZE 27 | CZE 18 | POR Ret | POR 13 | FRA 30 | FRA 21 | ITA Ret | ITA DNS | SPA 13 | SPA Ret | EST 16 | EST 14 | SPA 9 | SPA 13 | 17.º | 46   |
| 2025 | Yamaha | AUS     | AUS    | POR   | POR    | NED    | NED   | ITA    | ITA   | CZE    | CZE    | ITA    | ITA    | GBR     | GBR    | HUN    | HUN    | FRA     | FRA     | SPA    | SPA     | POR    | POR    | SPA   | SPA    | .º   |      |

- * Temporada en curso.